# Nichel

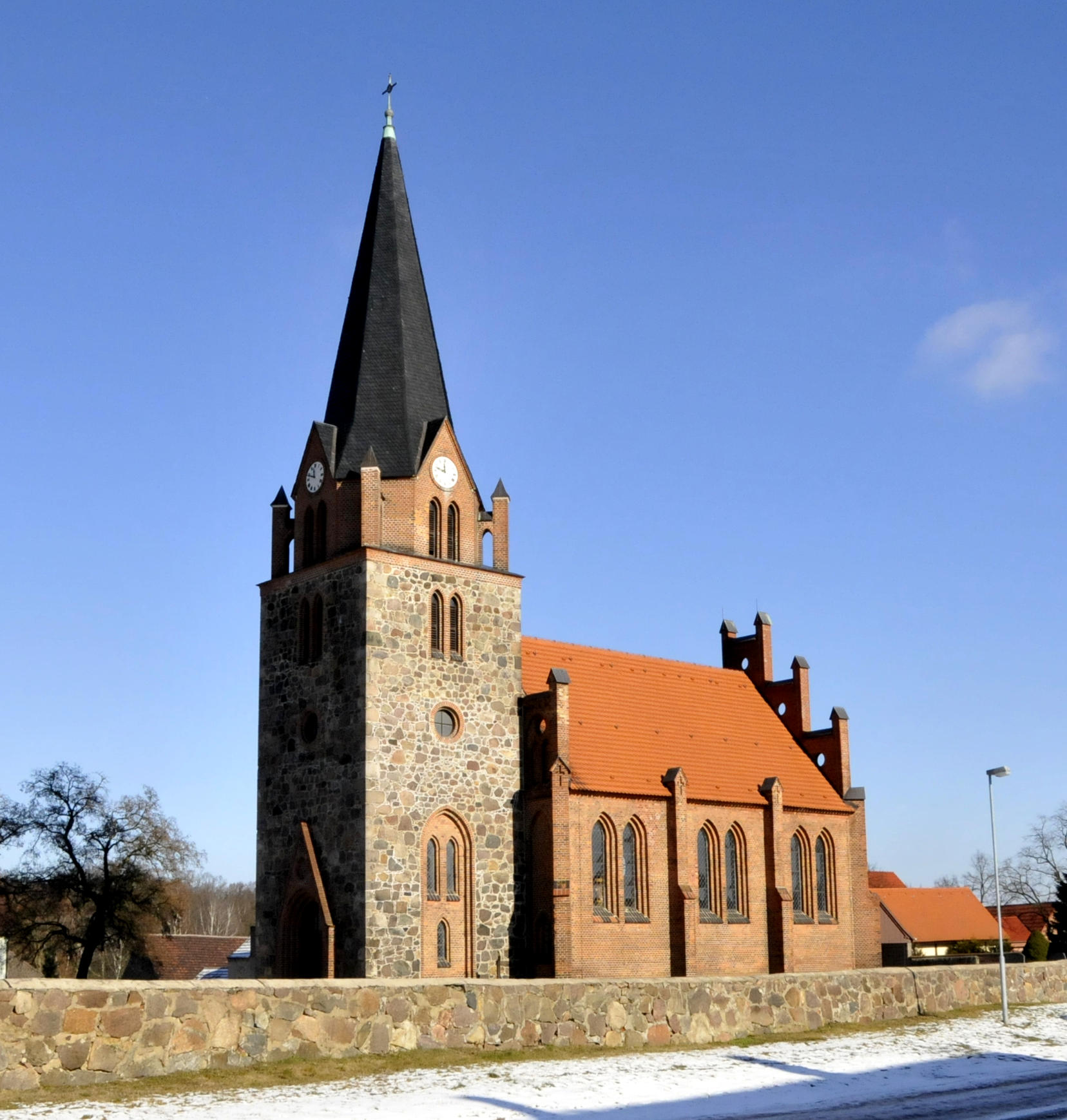
Dorfkirche Nichel

Nichel ist ein Ortsteil der amtsangehörigen Gemeinde Mühlenfließ im Landkreis Potsdam-Mittelmark in Brandenburg. Der Ort gehört dem Amt Niemegk an.

## Lage
Nichel liegt im Norden des Hohen Flämings im gleichnamigen Naturpark etwa zehn Kilometer südöstlich von Brück und etwa fünf Kilometer nordwestlich von Treuenbrietzen. Umliegende Ortschaften Schlalach im Norden, die Stadt Treuenbrietzen im Osten und Südosten, der zu Treuenbrietzen gehörende Ortsteil Rietz im Süden, Haseloff im Südwesten, Niederwerbig im Westen sowie dessen Gemeindeteil Jeserig im Nordwesten.
Durch Nichel verläuft die Landesstraße 85. Die Bundesstraße 102 von Bad Belzig nach Jüterbog verläuft durch den südlichen Teil der Gemarkung des Ortes. Die nächstgelegene Autobahnanschlussstelle Brück an der Bundesautobahn 9 ist etwa sieben Kilometer entfernt. Zu Nichel gehört der Wohnplatz Ziegelei.

## Geschichte
Nichel wurde erstmals im Jahr 1303 als cum aqua Nichele urkundlich erwähnt. Der Ortsname ist slawischen Ursprungs auf den durch den Ort fließenden Schlalacher Mühlengraben zurückzuführen. Ursprünglich bestand der Ort aus den Teilen Ober-Nichel und Unter-Nichel, wobei Ober-Nichel 1375 bereits wüst lag.
Die Nicheler Dorfkirche wurde im Jahr 1868 als Feldsteinkirche auf den Grundmauern des alten Kirchengebäudes errichtet.
Nichel lag seit jeher im Königreich Preußen und dort im Regierungsbezirk Potsdam. Am 23. April 1945 wurden 127 italienische Zwangsarbeiter in einer Sandgrube bei Nichel durch deutsche Soldaten erschossen. Ein Gedenkstein erinnert heute an das Massaker. Am 25. Juli 1952 wurde die Gemeinde dem damals neu gebildeten Kreis Belzig im Bezirk Potsdam zugeordnet. Nach der Wende lag Nichel im Landkreis Belzig in Brandenburg und schloss sich am 11. Februar 1992 dem Amt Niemegk an. Nach der Kreisreform in Brandenburg am 6. Dezember 1993 kam die Gemeinde schließlich zum neu gebildeten Landkreis Potsdam-Mittelmark. Zum 1. Juli 2002 wurde Nichel zusammen mit den bis dahin ebenfalls eigenständigen Gemeinden Haseloff-Grabow, Niederwerbig und Schlalach zu der neuen Gemeinde Mühlenfließ zusammengelegt.

## Bevölkerungsentwicklung
| 1875 | 392 | 1939 | 352 | 1981 | 300 |
| 1890 | 434 | 1946 | 416 | 1985 | 310 |
| 1910 | 374 | 1950 | 413 | 1989 | 294 |
| 1925 | 397 | 1964 | 353 | 1995 | 254 |
| 1933 | 375 | 1971 | 332 | 2001 | 253 |

## Nachweise
1. ↑  Gemeinde- und Ortsteilverzeichnis. In: geobasis-bb.de. Landesvermessung und Geobasisinformation Brandenburg, archiviert vom Original (nicht mehr online verfügbar) am 16. August 2017; abgerufen am 25. Juni 2017.  Info: Der Archivlink wurde automatisch eingesetzt und noch nicht geprüft. Bitte prüfe Original- und Archivlink gemäß Anleitung und entferne dann diesen Hinweis.
2. ↑  Nichel. In: amt-niemegk.de. Abgerufen am 25. Juni 2017.
3. ↑  Webdoku - Im Märkischen Sand. Abgerufen am 23. April 2024.
4. ↑  Das dunkle Geheimnis von Treuenbrietzen. Abgerufen am 23. April 2024.
5. ↑  Nichel im Geschichtlichen Ortsverzeichnis. Abgerufen am 25. Juni 2017.
6. ↑  Historisches Gemeindeverzeichnis des Landes Brandenburg 1875 bis 2005. (PDF; 331 KB) Landkreis Potsdam-Mittelmark. Landesbetrieb für Datenverarbeitung und Statistik Land Brandenburg, Dezember 2006, abgerufen am 25. Juni 2017.